# صموئيل غورتن
صموئيل غورتن (بالإنجليزية: Samuel Gorton) هو عالم عقيدة أمريكي، ولد في 1593 في مانشستر في المملكة المتحدة، وتوفي في 10 ديسمبر 1677 في وارويك في الولايات المتحدة.

## وصلات خارجية
- صموئيل غورتن على موقع الموسوعة البريطانية (الإنجليزية)